# Écologie
Cet article concerne la discipline scientifique. Pour le courant de pensée, voir Écologisme. Pour les courants politiques, voir Écologie politique.
L’écologie, ou écologie scientifique, est une science qui étudie les interactions des êtres vivants entre eux et avec leur milieu. L'ensemble des êtres vivants, de leur milieu de vie et des relations qu'ils entretiennent forme un écosystème. L'écologie fait partie intégrante de la discipline plus vaste qu'est la science de l'environnement (ou science environnementale).
Une définition généralement admise, particulièrement utilisée en écologie humaine, admet l'écologie comme étant « le rapport triangulaire entre les individus d'une espèce, l'activité organisée de cette espèce et l'environnement de cette activité » ; l'environnement est « à la fois le produit et la condition de cette activité, et donc de la survie de l'espèce ».
Le terme « écologiste » peut désigner un scientifique spécialisé dans l'étude de l'écologie,, un adepte de l’écologisme, ou un partisan de l’écologie politique. Le terme « écologue » désigne plus spécifiquement un spécialiste de l'écologie, qu'il soit chercheur, biologiste ou ingénieur, et aurait été inventé, dans les années 1980, pour distinguer les scientifiques des militants.

## Définition
Le terme écologie est construit sur le grec οἶκος / oîkos, « maison, habitat », et λόγος / lógos, « discours, étude » : c'est la science de l'habitat. Il fut créé en 1866 par Ernst Haeckel, biologiste darwiniste. Dans son ouvrage Morphologie générale des organismes, il désignait par ce terme « la science des relations des organismes avec le monde environnant, c'est-à-dire, dans un sens large, la science des conditions d'existence ».
Dans le champ scientifique, le terme « écologie » désigne la science qui a pour objet l'étude des relations des êtres vivants (animaux, végétaux, micro-organismes, etc.) entre eux ainsi qu'avec leur habitat ou l’environnement dans son ensemble,. Ces interactions déterminent la distribution et l'abondance des organismes vivants sur Terre. Ainsi, en science, l'écologie est souvent classée dans le champ de la biologie. Elle étudie deux grands ensembles : celui des êtres vivants (biocénose) et le milieu physique (biotope), le tout formant l'écosystème.
Ce terme d'écosystème, contraction de l'expression « système écologique », renvoie à la théorie des systèmes et permet de placer l'écologie dans un contexte plus général. Elle peut alors être définie comme étant la science des écosystèmes, l'écosystème étant une unité d'appréhension de la nature. On étudie les écosystèmes à l'aide d'un « macroscope », selon l'expression imagée de Howard T. Odum.
Une conception plus restreinte définit l'écologie comme l'étude des flux de matière et d'énergie (réseaux trophiques) dans un écosystème.

### Perspective historique
Le concept d'écologie apparaît en 1859 dans le préambule de De l'origine des espèces de Charles Darwin, sous le nom d'« économie de la nature ». Il y décrit les relations entre les prairies de trèfles, pollinisés par les bourdons, et les chats qui mangent les mulots qui eux-mêmes délogent les bourdons de leurs terriers. Le terme « écologie », en tant que tel, apparaît pour la première fois en 1866, sous la plume d'Ernst Haeckel, construit à partir du grec ancien οἶκος / oīkos, « maison », « habitation », et λόγος / lógos, « parole, étude ». Dans son ouvrage Morphologie générale des organismes, Haeckel la désigne en ces termes : « la science des relations des organismes avec le monde environnant, c'est-à-dire, dans un sens large, la science des conditions d'existence ». Cette science est plus tard introduite en France par les géographes de l'école des Annales de géographie, notamment Paul Vidal de La Blache. Cette revue est le siège d'une collaboration entre des géographes et des botanistes comme Gaston Bonnier, notamment pour la flore alpine. Plus spécifiquement, le terme « écologie » semble être utilisé pour la première fois en français vers 1874.
Certains historiens considèrent que le terme d'« écologie » peut être employé pour désigner des systèmes de pensée antérieurs à l'apparition du mot. D'après eux, les premiers discours à caractère écologique seraient le produit direct du siècle des Lumières et de la remise en question de certains préjugés religieux concernant la relation humain-nature.

## Disciplines de l'écologie par niveau d'organisation
En tant que science biologique, l'écologie est fortement liée à d'autres branches de la biologie, principalement la génétique des populations, la physiologie, l'éthologie et les sciences de l'évolution. Mais elle est également en lien avec la géologie, pour l'étude de l'environnement abiotique, notamment la pédologie (l'étude des sols) et la climatologie, ainsi que la géographie humaine et physique.
Il existe en biologie divers niveaux d'organisation : biologie moléculaire, cellulaire, des organismes (au niveau individu et organisme), des populations, des communautés, des écosystèmes et de la biosphère. L'écologie est une science holistique, elle étudie non seulement chaque élément dans ses rapports avec les autres éléments, mais aussi l'évolution de ces rapports selon les modifications que subit le milieu, les populations animales et végétales. Chaque niveau d'organisation apporte des propriétés émergentes, liées aux interactions entre ces composantes.
Les niveaux d'organisation et les sous-disciplines qui s'y rattachent sont :
- l'écophysiologie, qui étudie les relations entre un processus physiologique et les facteurs environnementaux ;
- l'auto-écologie (ou autécologie), qui étudie les relations entre un type d'organisme et l'environnement ;
- l'écologie des populations (ou démécologie), qui étudie les relations entre une population d'individus d'une même espèce et son habitat ;
- la synécologie, ou écologie des communautés, qui étudie les écosystèmes ;
- l'écologie des paysages, qui étudie des ensembles d'écosystèmes ;
- l'écologie globale, qui étudie l'écologie à l'échelle de l'écosphère ou biosphère (totalité des milieux occupés par des êtres vivants).

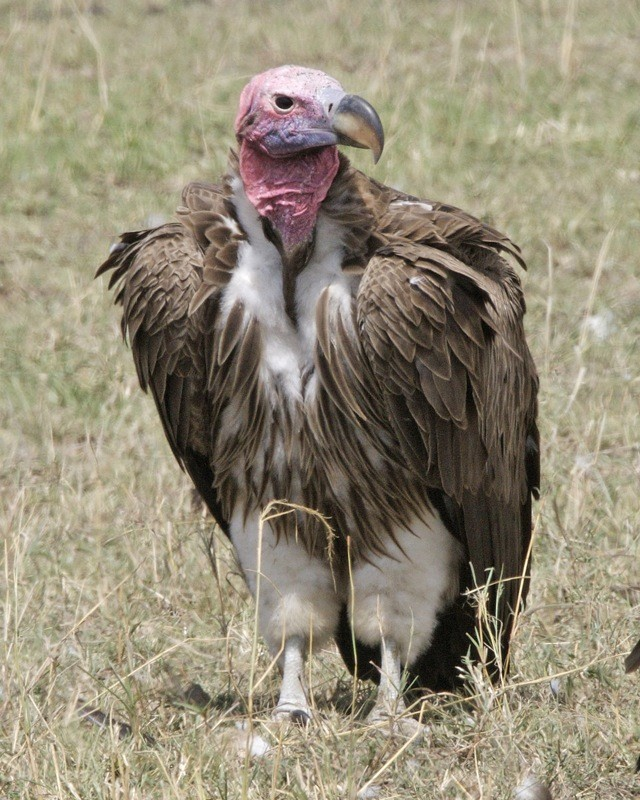
Organisme (un vautour oricou) - autécologie.
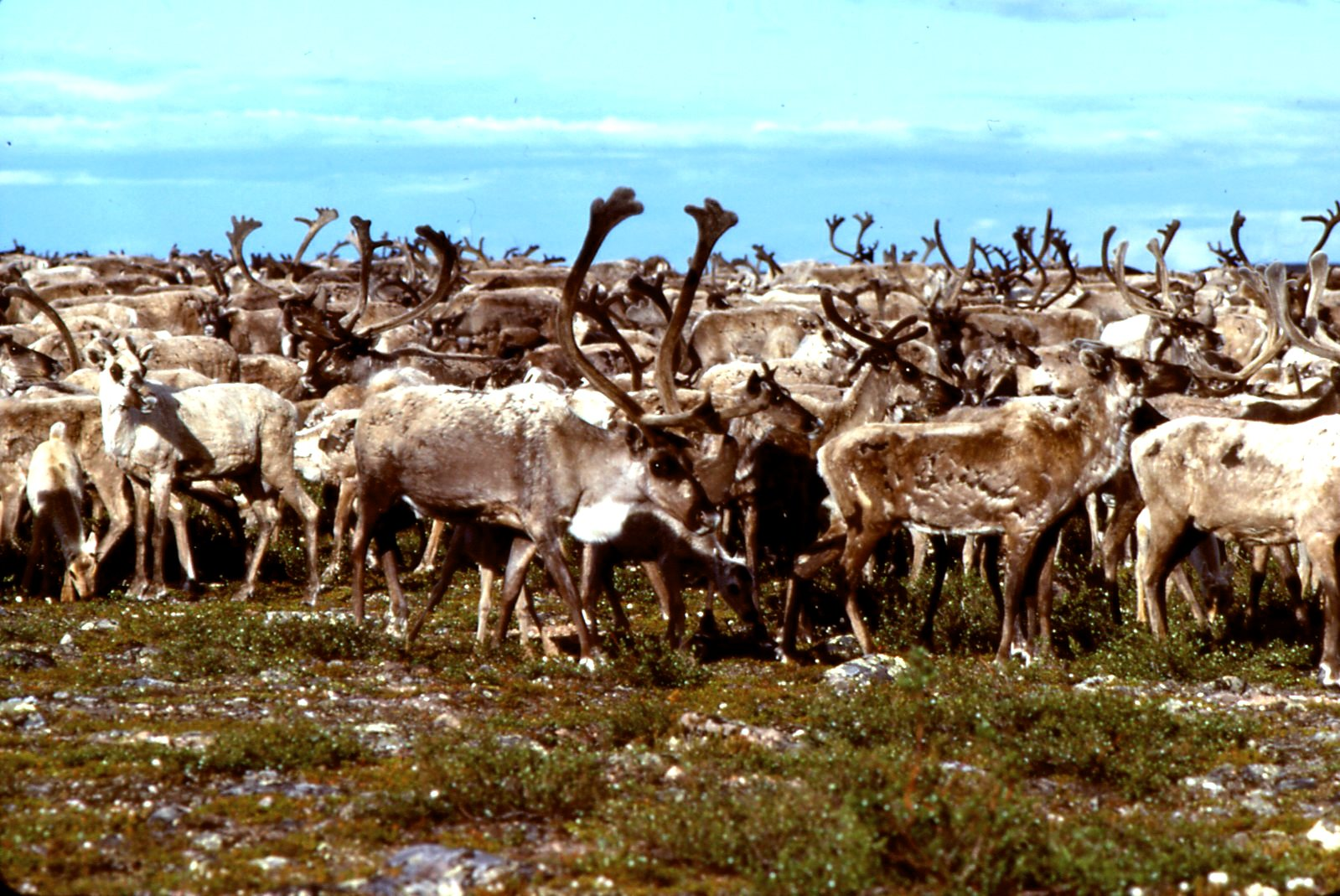
Population (un troupeau de caribou) - démécologie.
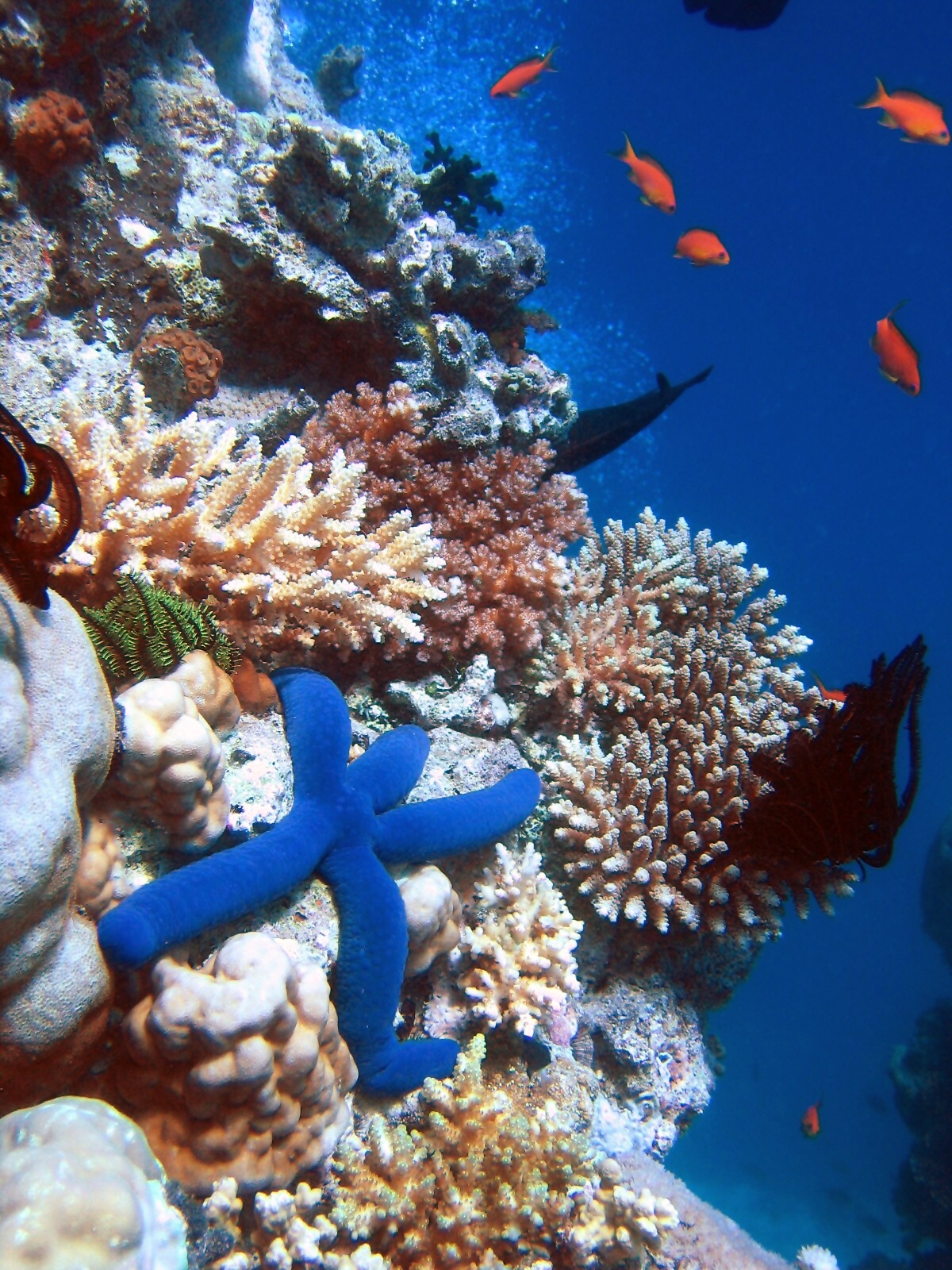
Écosystème (écosystème de récif corallien) - synécologie.
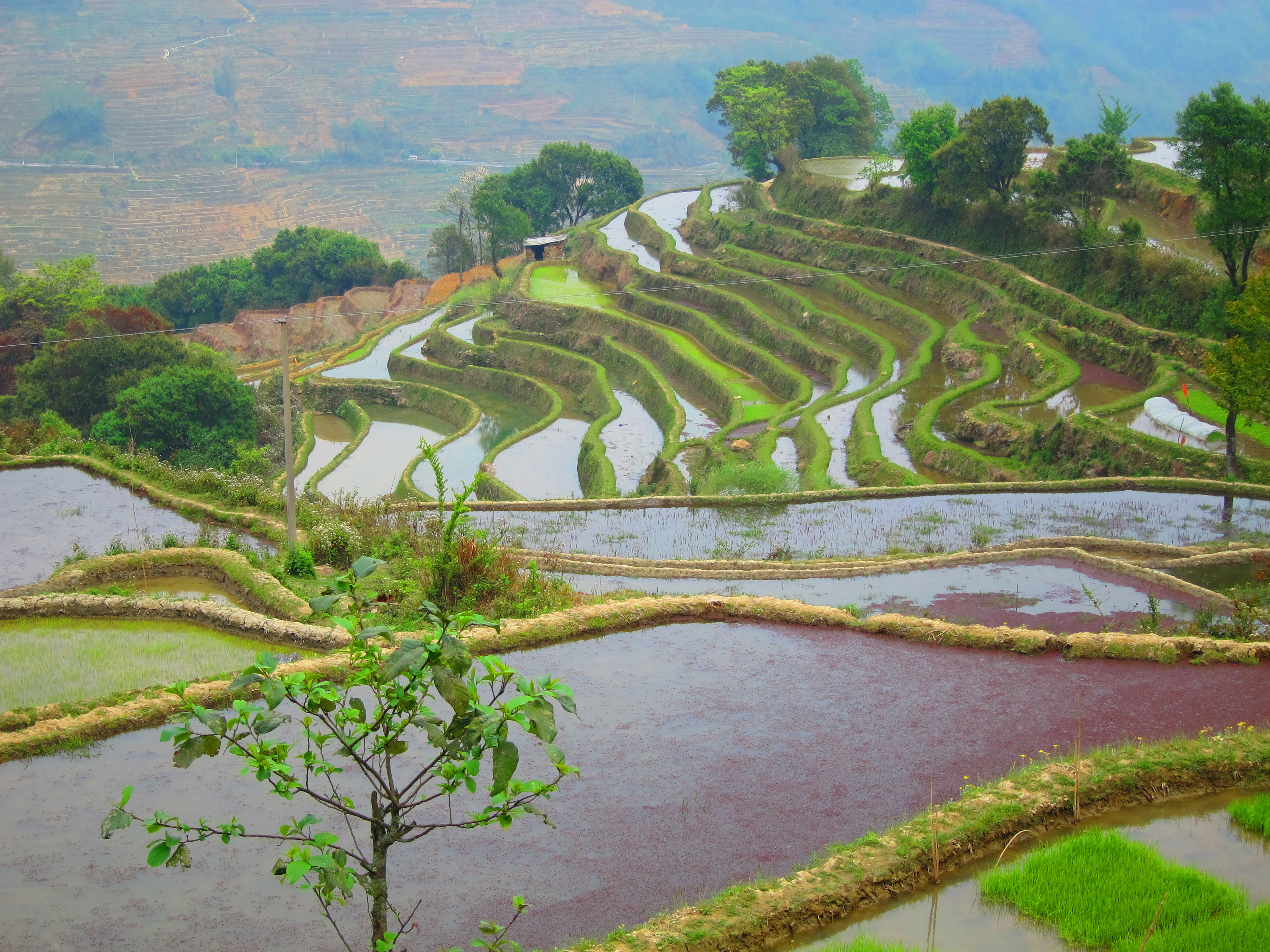
Ethnoécologie (Rizières en terrasse des Hani de Honghe en Chine).

Elles sont détaillées ci-dessous, de l'échelle la plus précise à la plus large.

### Point de vue de l'organisme: autécologie
Les organismes sont soumis à des pressions constantes qui sont autant de facteurs limitant leur croissance et leur reproduction. Ces facteurs sont classés en deux catégories selon leur origine.

#### Facteurs abiotiques
Dans l'approche classique, l'environnement physico-chimique, qui forme le biotope, exerce des pressions sur les espèces, qui forment la biocénose ; cette influence prend la forme de facteurs abiotiques qui sont :
- l'eau, élément indispensable à la fois à la vie et, parfois, au milieu de vie ;
- l'air, qui fournit le dioxygène et le dioxyde de carbone aux espèces vivantes et permet la dissémination du pollen et des spores ;
- le sol, à la fois source de nutriment et support de développement ;
- la température, qui ne doit pas dépasser certains extrêmes, même si les marges de tolérance sont importantes chez certaines espèces ;
- la lumière, qui permet la photosynthèse.

#### Facteurs biotiques
La biocénose se caractérise par des facteurs écologiques biotiques de deux types :
- les relations intraspécifiques, qui s'établissent entre individus de la même espèce formant une population. Il s'agit de phénomènes de coopération ou de compétition, avec partage du territoire, et parfois organisation en société hiérarchisée ;
- les relations interspécifiques, qu'un individu entretient avec les autres espèces (comme proie, prédateur ou dans le partage des ressources à sa disposition).

#### Niche écologique
La tolérance face à ces facteurs permet de définir la niche écologique d'une espèce, c'est-à-dire sa place dans l'écosystème caractérisée par son habitat (ou ses habitats utilisés à différents escients : parade, élevage des jeunes, hivernage…) et sa place dans les réseaux alimentaires. Certains chercheurs[Qui ?] nomment ces caractéristiques les traits d'histoire de vie. Selon le principe de l'exclusion compétitive, deux espèces ne peuvent pas partager une niche écologique identique, en raison de leur compétition : l'espèce la mieux adaptée finira par supplanter l'autre.

### Point de vue des populations: démécologie
Ce sont les relations intraspécifiques qui font que l'on passe d'un ensemble d'individus isolés pour s'intéresser à une population. Dans la majorité des cas, les individus d'une même espèce éprouvent une répulsion face à des congénères, ils se répartissent dans des territoires distincts. Pourtant, pour se reproduire, un individu femelle et un individu mâle doivent obligatoirement se rencontrer, dans le cas des espèces sexuées. Dans d'autres cas, les individus vivent regroupés, s’il n'existe aucun lien particulier entre les individus qui réagissent simplement aux mêmes facteurs de l'environnement, ce n'est qu'une foule, la vie sociale commence quand il existe des interactions particulières entre ces individus. Certaines espèces d'insectes sont qualifiées d'eusociales quand il y a des différences physiologiques et morphologiques entre les individus d'une même société ; c'est le cas des fourmis, des abeilles ou des termites. À l'instar des individus, une population naît, croît, répond aux conditions de l'environnement et s'adapte. Elle peut mourir, si tous ses individus meurent ou si elle n'a plus d'individus reproducteurs.
La biologie des populations étudie la structure et les variations des populations. Des modèles mathématiques ont été développés pour décrire ces variations au cours du temps, rassemblés sous l'appellation dynamique des populations.

### Échelle intermédiaire: communautés
L'écologie des communautés est l'étude des interactions au sein de collections d'espèces présentes dans une même aire géographique. Plusieurs espèces différentes peuvent partager des traits fonctionnels communs, leurs populations au sein d'un écosystème formant alors une communauté fonctionnelle.

### Point de vue des écosystèmes: synécologie
Le premier principe de l'écologie est que chaque être vivant est en relation continue avec tout ce qui constitue son environnement. On parle d'écosystème pour caractériser une interaction durable entre des organismes et un milieu.
L'écosystème est analytiquement différencié en deux ensembles qui interagissent :
- la biocénose, composée de l'ensemble des êtres vivants ;
- le milieu (dit biotope).

Au sein de l'écosystème, les espèces ont entre elles des liens de dépendance, dont alimentaire. Elles échangent, entre elles et avec le milieu qu'elles modifient, de l'énergie et de la matière. La nécromasse en est un des éléments.
La notion d'écosystème est théorique : elle est multiscalaire (multi-échelle), c’est-à-dire qu'elle peut s'appliquer à des portions de dimensions variables de la biosphère, par exemple un étang, une prairie, ou un arbre mort. Une unité de taille inférieure est appelée un microécosystème. Il peut, par exemple, s'agir des espèces qui ont colonisé une pierre immergée. Un mésoécosystème pourrait être une forêt, et un macro-écosystème, une région et son bassin versant.
Les écosystèmes sont souvent classés par référence aux biotopes concernés. On parlera :
- d'écosystèmes continentaux (ou terrestres), tels que les écosystèmes forestiers (forêts), les écosystèmes prairiaux (prairies, steppes, savanes), les agro-écosystèmes (systèmes agricoles) ;
- d'écosystèmes des eaux continentales, pour les écosystèmes lacustre ou palustre (lacs, étangs) ou écosystèmes lotiques (rivières, fleuves) ;
- d'écosystèmes océaniques (les mers, les océans).

Une autre classification peut se faire par référence à la biocénose (par exemple, on parle d'écosystème forestier, ou d'écosystème humain).

#### Relations entre les êtres vivants
Les relations interspécifiques, c'est-à-dire celles entre espèces différentes, sont nombreuses et décrites en fonction de leur effet bénéfique, délétère ou neutre :
|           | bénéfique              | neutre        | néfaste     |
| --------- | ---------------------- | ------------- | ----------- |
| bénéfique | Mutualisme ou Symbiose | Commensalisme | Prédation   |
| neutre    | Commensalisme          | Indifférence  | Amensalisme |
| néfaste   | Parasitisme            | Amensalisme   | Compétition |

La relation qui a été la plus étudiée est la prédation (manger ou être mangé), qui conduit à la notion essentielle en écologie de chaîne alimentaire ; par exemple, l'herbe est consommée par l'herbivore, lui-même consommé par un carnivore, lui-même consommé par un carnivore de plus grosse taille.

##### Relations trophiques

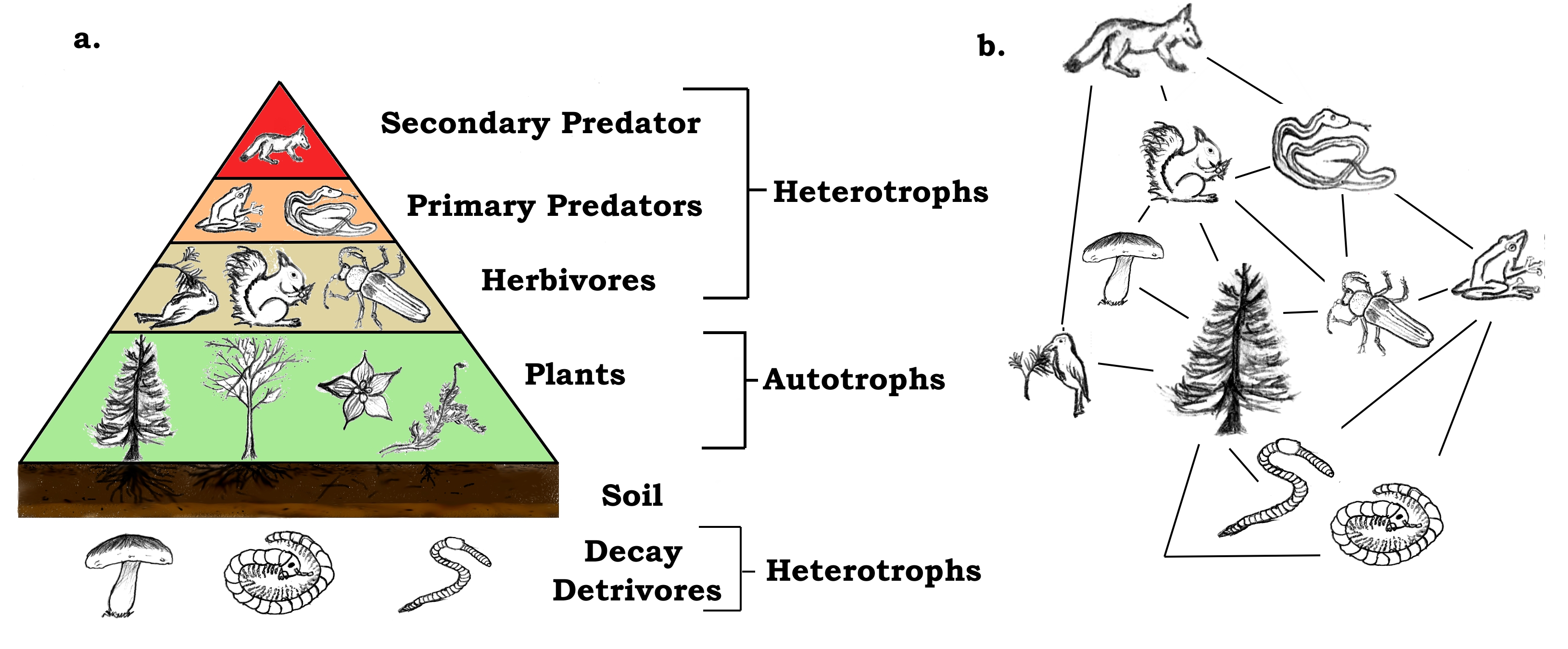
Pyramide alimentaire (a) et réseau trophique (b) dans une forêt de la zone paléarctique ouest

Il est possible de classer schématiquement les organismes en trois niveaux selon leur rôle dans la chaine alimentaire :
- les producteurs (les végétaux chlorophylliens), qui consomment de la matière minérale et produisent de la matière organique : ce sont des autotrophes ;
- les consommateurs (les animaux), qui peuvent être de premier ordre (phytophage), de deuxième ordre ou plus (les carnivores) et qui sont des hétérotrophes ;
- les décomposeurs (les bactéries, champignons, lombrics, insectes nécrophages), qui dégradent les matières organiques de toutes les catégories et restituent au milieu les éléments minéraux.

Ces relations forment des séquences, où chaque individu mange le précédent et est mangé par celui qui le suit. On parle de chaîne alimentaire ou plus souvent de réseau trophique en raison du grand nombre d'espèces généralement impliquées dans un écosystème. Dans un réseau trophique, on observe que lorsque l'on passe d'un niveau trophique (maillon du réseau) à l'autre, le nombre d'êtres vivants diminue d'où l'image de la pyramide souvent utilisée.

#### Successions écologiques
1 : roche mère apparente ; 

2 : des espèces pionnières commencent à s'installer, comme des lichens puis des mousses ;

3 : la décomposition des espèces pionnière et la dégradation de la roches mère commence à former un sol ;

4 : des espèces herbacées s'installent puis c'est au tour d'espèces arbustives ;

La succession écologique est le schéma d'évolution d'un écosystème, en matière de composition spécifique, depuis son apparition dans un environnement vide de vie, en passant par un stade d'installation dit « pionnier », jusqu'au stade climax où les changements cessent ou varient de façon cyclique et immuable. Ce climax varie selon les lieux en fonction des conditions environnementales, avec éventuellement des successions saisonnières.
Les successions sont également visibles dans l'espace, particulièrement dans les zones de transition entre écosystèmes, ou écotones.
Après une perturbation, qui entraîne une régression de l'écosystème vers un stade antérieur, il y a établissement d'une succession secondaire. Celle-ci ne mène pas automatiquement au même résultat que le climax qui prenait la place avant la perturbation.

### Échelle intermédiaire - Le paysage
L'écologie du paysage étudie la composante non humaine du paysage, son aspect culturel et psychologique est laissé à d'autres sciences. Elle décrit la façon dont sont agencés les écosystèmes entre eux, leur répartition et leur fragmentation (comme caractéristique et non comme processus de dégradation de l'environnement). Les espèces peuvent s'échanger entre écosystèmes au travers des frontières poreuses que sont les écotones, à la fois zones de transition et écosystèmes en elles-mêmes. Selon Robert MacArthur et Edward O. Wilson, les morceaux d'écosystèmes pris dans une matrice d'un autre écosystèmes, fonctionnent comme de véritables îles, en matière de colonisation par de nouvelles espèces. Au cours de la succession écologique que vivent les écosystèmes, les paysages évoluent, parfois considérablement, eux aussi.

### Point de vue de la biosphère - l'écologie globale

#### Biosphère: définition
La Terre, d'un point de vue écologique, comprend plusieurs systèmes : l'hydrosphère (ou sphère de l'eau), la lithosphère (ou sphère du sol) et l'atmosphère (ou sphère de l'air).
La biosphère s'insère dans ces systèmes terrestres. Elle est la partie vivante de la planète, la portion biologique qui abrite la vie qui se développe. Il s'agit d'une dimension superficielle localisée, qui descend jusqu'à 11 000 mètres de profondeur et s'élève jusqu'à 15 000 mètres d'altitude par rapport au niveau de la mer. La majorité des espèces vivantes vivent dans la zone située de -100 mètres à +100 mètres d'altitude.
La vie s'est tout d'abord développée dans l'hydrosphère, à faible profondeur, dans la zone photique. Des êtres pluricellulaires sont ensuite apparus et ont pu coloniser également les zones benthiques. La vie terrestre s'est développée plus tardivement, après la formation de la couche d'ozone protégeant les êtres vivants des rayons ultraviolets. Les espèces terrestres vont d'autant plus se diversifier que les continents vont se fragmenter, ou au contraire se réunir.

#### Cycle biogéochimique: influence de la vie
La biosphère contient de grandes quantités d'éléments tels que le carbone, l'azote et l'oxygène. D'autres éléments, tels que le phosphore, le calcium et le potassium, sont également indispensables à la vie. Au niveau des écosystèmes et de la biosphère, il existe un recyclage permanent de tous ces éléments, qui alternent l'état minéral et l'état organique selon des cycles biogéochimiques.
En effet, le fonctionnement des écosystèmes est essentiellement basé sur la conversion de l'énergie solaire en énergie chimique par les organismes autotrophes, grâce à la photosynthèse (il existe aussi une chimiosynthèse sans utilisation de l'énergie solaire). Celle-ci aboutit à la production de sucres et à la libération d'oxygène. Cet oxygène est utilisé par un grand nombre d'organismes — autotrophes comme hétérotrophes — pour dégrader les sucres par la respiration cellulaire, libérant ainsi de l'eau, du dioxyde de carbone et l'énergie nécessaire à leur fonctionnement. Ainsi, l'activité des êtres vivants est à l'origine de la composition spécifique de l'atmosphère terrestre, la circulation des gaz étant assurée par de grands courants aériens.
Les êtres vivants participent activement au cycle de l'eau. En effet, les plantes ont besoin d'eau pour le transport des nutriments captés par les racines jusqu'aux feuilles, une fois arrivée aux feuilles l'eau s'évapore. La végétation facilite ainsi le transport de l'eau du sol vers l'atmosphère, c'est le processus de transpiration des plantes. sur les continents la transpiration végétale est de loin le plus gros contributeur à l'évapotranspiration (80 à 90 %), Les forêts et en particulier les forêts tropicales jouent un rôle important dans le cycle de l'eau.
Par ailleurs, la composition des sols est la résultante de la composition de la roche-mère, de l'action géologique et des effets cumulatifs des êtres vivants.
Les interactions existant entre les différents êtres vivants s'accompagnent d'un brassage permanent de substances minérales et organiques, absorbées par les êtres vivants pour leur croissance, leur entretien et leur reproduction, et rejetées comme déchets. Ces recyclages permanents des éléments (en particulier du carbone, de l'oxygène, de l'azote) ainsi que de l'eau) sont appelés cycles biogéochimiques. Ils confèrent à la biosphère une stabilité durable, ceci en dehors des interventions humaines et des phénomènes géoclimatiques exceptionnels.

#### Études à l'échelle planétaire globale
Pour mieux comprendre le fonctionnement de la biosphère, l'équilibre énergétique et les dysfonctionnements liés à l'activité humaine, il a fallu dans un premier temps utiliser des modèles réduits des écosystèmes, des mésocosmes. Des scientifiques américains ont réalisé un modèle de la planète tout entière, appelée Biosphère II.
Aujourd'hui des d'observations à l'échelle planétaire permettent de créer des modèles informatiques de la biosphère dans sa globalité. Il est ainsi possible d'observer les effets du changement climatique sur la répartition des écosystèmes sur des continents entiers.

## Écologie évolutive
Par le mécanisme de la sélection naturelle, les interactions qu'entretiennent les êtres vivants avec leur environnement physique et les individus des autres espèces (leur écologie, en somme) ont façonné l'évolution des espèces. L'écologie évolutive considère l'influence de l'histoire évolutive des espèces, en plus des facteurs des environnements actuels, pour expliquer les variations du monde vivant observées aujourd'hui.
Soumis aux mêmes forces de sélection, des espèces différentes vont subir une convergence évolutive. C'est-à-dire qu'il possède des organes assurant la même fonction mais ayant une origine différente. La structure de l'organe peut, ou non, être différente. Parmi les exemples de convergence on peut citer l'hydrodynamisme des requins, des dauphins et des ichtyosaures ou l'adaptation de la langue des fourmiliers, des pangolins et des pics-verts.

### Mutualisme (ou Parasitisme) et coévolution
En biologie, la coévolution décrit les transformations qui se produisent au cours de l’évolution entre deux espèces (coévolution par paire) ou plus de deux espèces (coévolution diffuse) à la suite de leurs influences réciproques.
Ce phénomène de coévolution s’observe dans différents cas :
- entre espèces antagonistes : système hôte-parasite, ou proie-prédateur ;
- entre espèces mutualistes.

### Biomes et zones biogéographiques
Les biomes sont des regroupements biogéographiques d'écosystèmes par régions climatiques. Le biome constitue une formation biogéographique d'aspect homogène sur une vaste surface (par exemple, la toundra ou la steppe).
L'ensemble des biomes, ou ensemble des lieux où la vie est possible (depuis les plus hautes montagnes jusqu'aux abysses), constitue la biosphère.
Les écosystèmes ne sont pas isolés les uns des autres, mais interdépendants. Par exemple, l'eau circule de l'un à l'autre par le biais de la rivière ou du fleuve. Le milieu liquide lui-même définit des écosystèmes. Certaines espèces, tels les saumons ou les anguilles d'eau douce, passent d'un système marin à un système d'eau douce et vice-versa. Ces relations entre les écosystèmes ont amené à proposer la notion de biome.
Les biomes correspondent assez bien à des subdivisions réparties latitudinalement, de l'équateur vers les pôles, en fonction du milieu (aquatique, terrestre, montagnard) et du climat (la répartition est généralement fondue sur les adaptations des espèces au froid et/ou à la sécheresse). Par exemple, on trouve en mer des plantes aquatiques seulement dans la partie photique (où la lumière pénètre), tandis qu'on trouve principalement des conifères en milieu montagnard.
Ces divisions sont assez schématiques mais, globalement, latitude et altitude permettent une bonne représentation de la répartition de la biodiversité au sein de la biosphère. Très généralement, la richesse en biodiversité, tant animale que végétale, est décroissante depuis l'équateur (comme au Brésil) jusqu'aux pôles.
Un autre mode de représentation est la division en écozones, laquelle est aujourd'hui très bien définie et suit essentiellement les bordures continentales. Les écozones sont elles-mêmes divisées en écorégions, quoique la définition de leurs contours soit plus controversée.

## Écologie fonctionnelle
L'approche fonctionnelle de l'écologie se détache de la composition spécifique des écosystèmes pour se concentrer sur des phénomènes physiques, chimiques ou biologiques observables. En classant les organismes dans des groupes fonctionnels, il est possible d'une part de s'affranchir de l'identification des espèces, d'autre part de comparer des écosystèmes qui peuvent sembler très différents (en raison de leur éloignement géographique, des espèces présentes et du milieu physique). L'écologie fonctionnelle étudie les flux de matière et d'énergie entre les différents compartiments de l'écosystème. Pour ce faire, elle utilise une approche souvent calculatoire de la nature, en quantifiant la production primaire ou la respiration.
Les études du fonctionnement des écosystèmes, peuvent être conduites à l'échelle de l'ensemble d'un écosystème, ou à l'aide de mésocosmes, expériences à échelle réduite réalisées en laboratoire. En effet s’il parait simple de mesurer la masse de matière végétale (biomasse) produite chaque année dans une prairie, en la tondant puis en pesant la tonte obtenue après l'avoir séchée, la même expérience est impossible à réaliser en forêt tropicale.

### Groupes fonctionnels
Les groupes fonctionnels peuvent être définis à différents niveaux d'organisation. On peut considérer le groupe des producteurs primaires aussi bien que celui des herbacées dont les racines prélèvent les ressources à une profondeur comprise entre 5 et 20 cm dans le sol. Les espèces, regroupées selon leur rôle dans l'écosystème, forment des communautés. Il est parfois extrêmement difficile d'identifier les espèces présentes dans certains types d'écosystèmes (sol, forêt tropicale, prairies) ; cette approche offre alors des avantages supplémentaires.
Les différents niveaux de la pyramide alimentaire sont des exemples de groupes fonctionnels : producteurs primaires, consommateurs primaires, puis consommateurs secondaires. Une seule espèce peut appartenir à plusieurs de ces catégories, par exemple un écureuil est un consommateur primaire lorsqu'il se nourrit de noix et un consommateur secondaire voire tertiaire quand il mange un œuf ou un oisillon.
Les groupes fonctionnels peuvent être définis en fonction des stratégies apportées par les espèces face à des facteurs environnementaux. En botanique, les plantes peuvent ainsi être classées selon qu'elles résistent aux perturbations (=accidents), aux stress (à long terme) ou au contraire qu'elles sont rudérales (=compétitives hors stress et perturbations). D'autres classements s'appuient sur la stratégie de dispersion des graines, d'accès à la lumière en forêt…
Les groupes fonctionnels peuvent être subdivisés en sous-groupes à un grand nombre d'échelles, à l'instar des groupes phylogénétiques (phylum - ordre - famille - genre - espèce - sous-espèce - population…). Ainsi, pour les nécrophages (qui regroupent à la fois des oiseaux, des mammifères, des insectes…), au sein du groupe des équarrisseurs, premier maillon de la décomposition, comme les vautours, on distingue les éventreurs, les engloutisseurs, les racleurs/nettoyeurs et les briseurs d'os.

### Services écosystémiques
Dans une perspective assez anthropocentrique, l'identification de services écosystémiques a été proposée. Il s'agit de calculer ce que la nature fournit aux sociétés humaines. L'écologie fonctionnelle vise alors à définir et quantifier ces services — les services culturels entrent plutôt dans le champ de la sociologie. Ces services comprennent par exemple :
- régulation des crues ;
- autoépuration des cours d'eau ;
- décomposition de la matière organique et maintien des sols ;
- production primaire (bois, nourriture d'origine végétale…).

### Productivité primaire
Ces notions ont également donné naissance aux termes biomasse (masse totale de matière vivante en un lieu donné), productivité primaire (accroissement de la masse des végétaux pendant un temps donné) et productivité secondaire (masse de matière vivante produite par les consommateurs et les décomposeurs en un temps donné).
Ces deux dernières informations sont essentielles, puisqu'elles permettent d'évaluer le nombre d'êtres vivants pouvant être soutenus par un écosystème donné, qu'on nomme capacité porteuse. En effet, l'observation d'un réseau alimentaire montre que toute l'énergie contenue au niveau des producteurs n'est pas totalement transférée au niveau des consommateurs.
La productivité des écosystèmes est parfois estimée en comparant trois ensembles terrestres et un ensemble continental :
- l'ensemble forêt (1/3 de la surface émergée) représente une forte biomasse et une forte productivité. La production totale des forêts correspond à la moitié de la production primaire ;
- les savanes, prairies et marais (1/3 de la surface émergée) représentent une faible biomasse, mais une bonne productivité. Ces écosystèmes représentent la majeure partie de ce qui « nourrit » l'espèce humaine ;
- les écosystèmes terrestres extrêmes (déserts, toundra, prairies alpines, steppes) (1/3 de la surface émergée) ont une biomasse et une productivité très faibles ;
- les écosystèmes marins et d'eau douce (3/4 de la surface totale) représentent une très faible biomasse (en dehors des zones côtières).

Les actions humaines des derniers siècles ont porté à réduire notablement la surface forestière (déforestation) et à augmenter les agroécosystèmes (pratique de l'agriculture). De plus, ces dernières décennies, une augmentation de la surface occupée par des écosystèmes extrêmes est observée (désertification)[réf. souhaitée].

## Contexte: crise écologique
D'une façon générale, une crise écologique est ce qui se produit lorsque l'environnement biophysique d'un individu, d'une espèce ou d'une population d'espèces évolue de façon défavorable à sa survie. Trois facteurs peuvent conduire à une telle crise.
Il peut s'agir d'un environnement dont la qualité se dégrade par rapport aux besoins de l'espèce, à la suite d'une évolution des facteurs écologiques abiotiques (par exemple, lors d'une augmentation de la température, de pluies moins importantes).
Il peut aussi s'agir d'un environnement qui devient défavorable à la survie de l'espèce (ou d'une population) à la suite d'une modification de l'habitat. Par exemple, lors de pêche industrielle intensive, les prélèvements par les prédateurs et l'augmentation de la fréquence de la perturbation de l'environnement modifient les conditions d'habitat et entraînent une disparition de certaines espèces.
Enfin, il peut aussi s'agir d'une situation qui devient défavorable à la qualité de vie de l'espèce (ou de la population) à la suite d'une trop forte augmentation du nombre d'individus (surpopulation).

## Recherche en écologie
L'écologie ouvre sur de nombreux domaines de réflexion, qui débouchent sur plusieurs disciplines :
- Certaines de ces disciplines font partie du champ de la science fondamentale, elles peuvent être centrées sur un point de vue comme on les a décrits précédemment, un domaine du vivant particulier ou être en lien avec d'autres disciplines scientifiques :
  - Écologie globale - Macroécologie - Écologie mésologique - Écologie du paysage - Synécologie - Écologie des populations
  - Écologie animale - Écologie végétale - Écologie microbienne - Écologie virale - Écologie des invasions (étude des espèces envahissantes) - Écologie tropicale - Écologie insulaire - Écologie aquatique - Écologie urbaine - Écologie des sols - Écologie benthique
  - Écotoxicologie - Écologie chimique- Écologie moléculaire - Écologie évolutive- Biogéographie - Écologie comportementale - Paléoécologie - Éco-épidémiologie - Écologie de l'anthropologie - Écologie humaine, etc.

- D'autres disciplines visent l'application de l'écologie :

Écologie de la conservation - Écologie de terrain - Agroécologie - Génie écologique et Gestion restauratoire chapeautées par l'Écologie de la restauration au niveau théorique.
La recherche en écologie donne lieu à la publication d'un très grand nombre d'articles. Le Directory of Open Access Journals recense plus de 300 journaux scientifiques publiant des articles, en libre accès, dans le domaine de l'écologie.